# Bahacika Perșa, Velîka Bahacika
Bahacika Perșa (în ucraineană Багачка Перша) este localitatea de reședință a comunei Bahacika Perșa din raionul Velîka Bahacika, regiunea Poltava, Ucraina.

## Demografie
Componența lingvistică a localității Bahacika Perșa
     Ucraineană (99,71%)
     Alte limbi (0,29%)
Conform recensământului din 2001, majoritatea populației localității Bahacika Perșa era vorbitoare de ucraineană (99,71%), existând în minoritate și vorbitori de alte limbi.